# Sheldon J. Plankton
Sheldon J. Plankton is een personage uit de animatieserie SpongeBob SquarePants. Zijn Nederlandse stem werd tot 2012 door Bas Westerweel ingesproken en sindsdien wordt dit door Finn Poncin gedaan.

## Algemeen
Plankton is een eenoogkreeftje en de eigenaar van een slechtlopend restaurant de Maatemmer, dat tegenover de Krokante Krab ligt. Plankton probeert het geheime krabburger recept vaak te stelen, zodat zijn restaurant beter gaat draaien, maar hij wordt meestal gestopt door SpongeBob of Meneer Krabs.
Plankton is getrouwd met een computer, Karen. Karen is een Wired Integrated Female Electroencephalograph afgekort W.I.F.E. (het Engelse woord voor "echtgenote"). Ze is genoemd naar de vrouw van Stephen Hillenburg, de bedenker van de serie.